# Johan Fredrik Lilliehorn
Johan Fredrik Lilliehorn, född 24 juli 1745 i Stockholm, död 27 augusti 1811, var en svensk militär och ämbetsman.

## Biografi
Johan Fredrik Liliehorn föddes i Stockholm som son till kaptenen Samuel Carl Lilliehorn och hans hustru Clara Aurora Lothigia. Han blev hantlangare vid artilleriet i Stockholm 1757, och befordrad till styckjunkare samma år. 1758 inskrevs han som page vid hovet, och 1762 blev han kammarpage hos kung Adolf Fredrik. 1764 befordrades Lilliehorn till stabskornett vid Bohusläns dragonregemente, och 1769 blev han löjtnant vid samma regemente. 1771 befordrades han till stabskapten, och 1774 till sekundmajor. Han förflyttades samma år till en tjänst som ryttmästare vid livregementet till häst. 1781 befordrades han till sekundmajor vid samma regemente, och 1783 blev han överstelöjtnant i armén. Lilliehorn utnämndes 1785 till landshövding i Älvsborgs län. 1787 blev han riddare av Nordstjärneorden, och 1790 blev han kommendör av samma orden, och upphöjdes samtidigt till riddarklassen vid riddarhuset. 1788 utnämndes han till generalintendent över västra armén. 1800 upphöjdes han till friherrligt stånd. 1809 förflyttades han från Älvsborgs län till att bli landshövding över Västmanlands län, men avled redan efter två års tjänst.